# Myliaceae
Myliaceae es una familia de hepáticas del orden Jungermanniales. Tiene los siguientes géneros:

## Taxonomía
Myliaceae fue descrita por (Grolle) Schljakov y publicado en Novosti Sistematiki Nizaikh Rastenii 12: 308. 1975.

## Géneros
- Leiomylia
- Mylia